# Daïra de Texenna
La daïra de Texenna est une daïra d'Algérie située dans la wilaya de Jijel et dont le chef-lieu est la ville éponyme de Texenna.

## Localisation
La daïra est située au sud est de la wilaya de Jijel.

## Communes de la daïra
La daïra est composée de deux communes : Kaous et Texenna.